# Wieniec (zjawisko optyczne)

Wieniec słoneczny

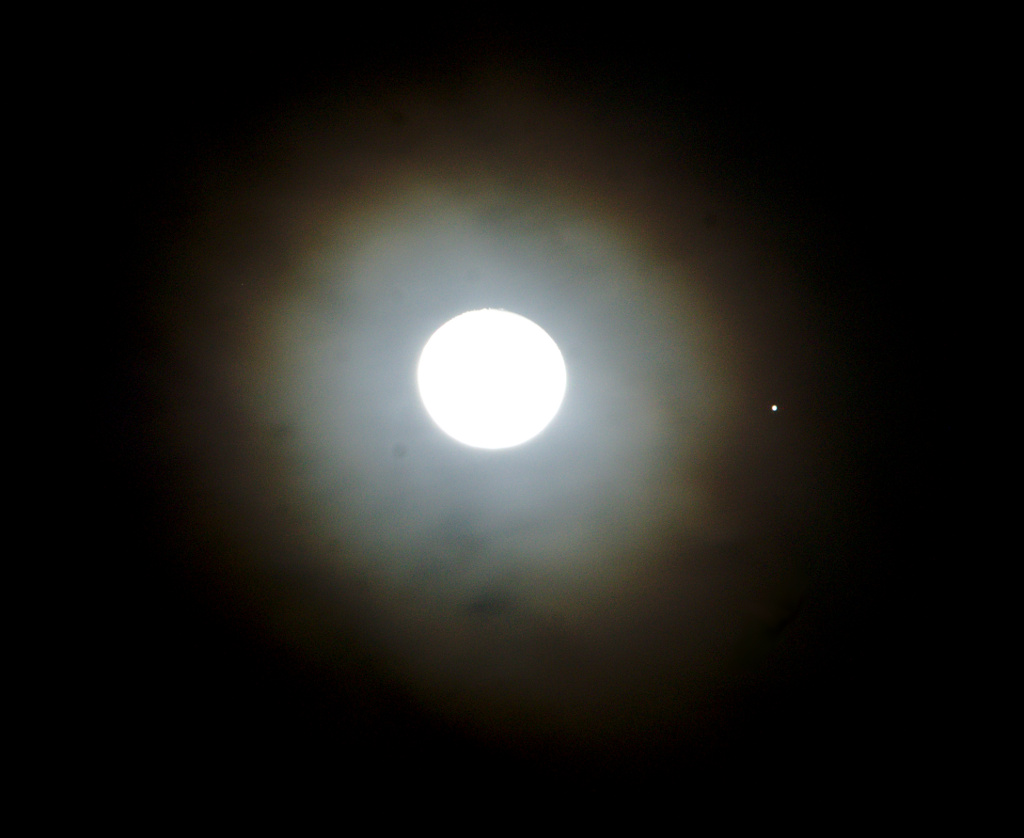
Wieniec wokół Księżyca

Wieniec, (potocz. „lisia czapa”) – zjawisko optyczne w atmosferze, które zachodzi wówczas, gdy Słońce lub Księżyc są przesłonięte cienką, półprzeźroczystą warstwą chmury lub mgły, zwykle ma postać barwnej poświaty (aureoli) wokół tarczy Słońca lub Księżyca, niebieskiej od strony wewnętrznej, czerwonej na zewnątrz. Często poświata jest otoczona słabo zabarwionymi, koncentrycznymi kręgami o tym samym układzie barw, niekiedy pojawiają się tylko pierścienie, a poświata nie występuje. Wieńce powstają wskutek dyfrakcji światła w warstwie chmury lub mgły.
| wieniec wokół słońca   |
| wieniec wokół księżyca |